# Faucon lanier
Falco biarmicus
Pour les articles homonymes, voir Lanier.
Espèce
Répartition géographique
- Résident / résident possible (en clair)
- Migration hivernale

Statut CITES
Statut de conservation UICN

 LC  : Préoccupation mineure

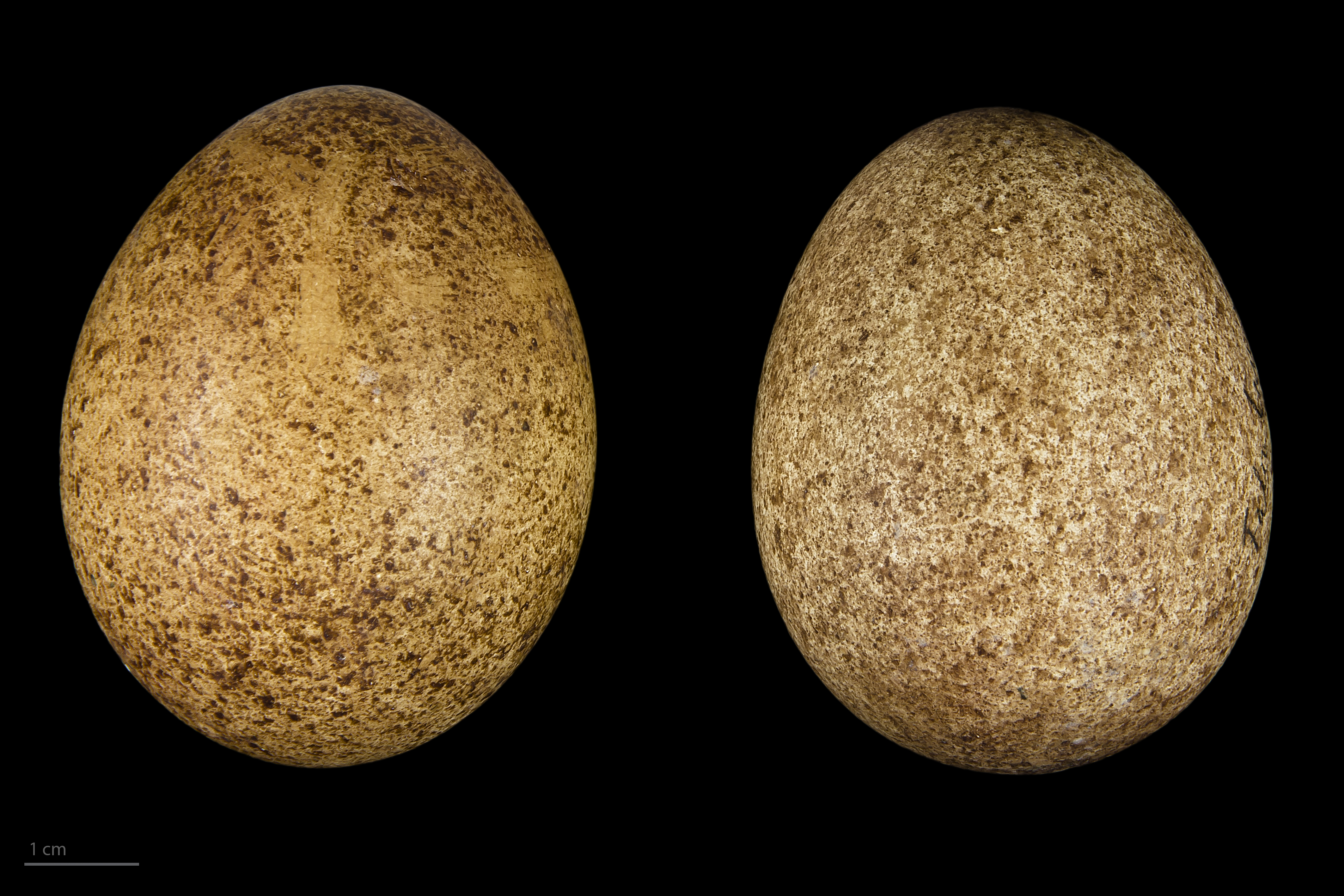
Falco biarmicus feldeggii - MHNT

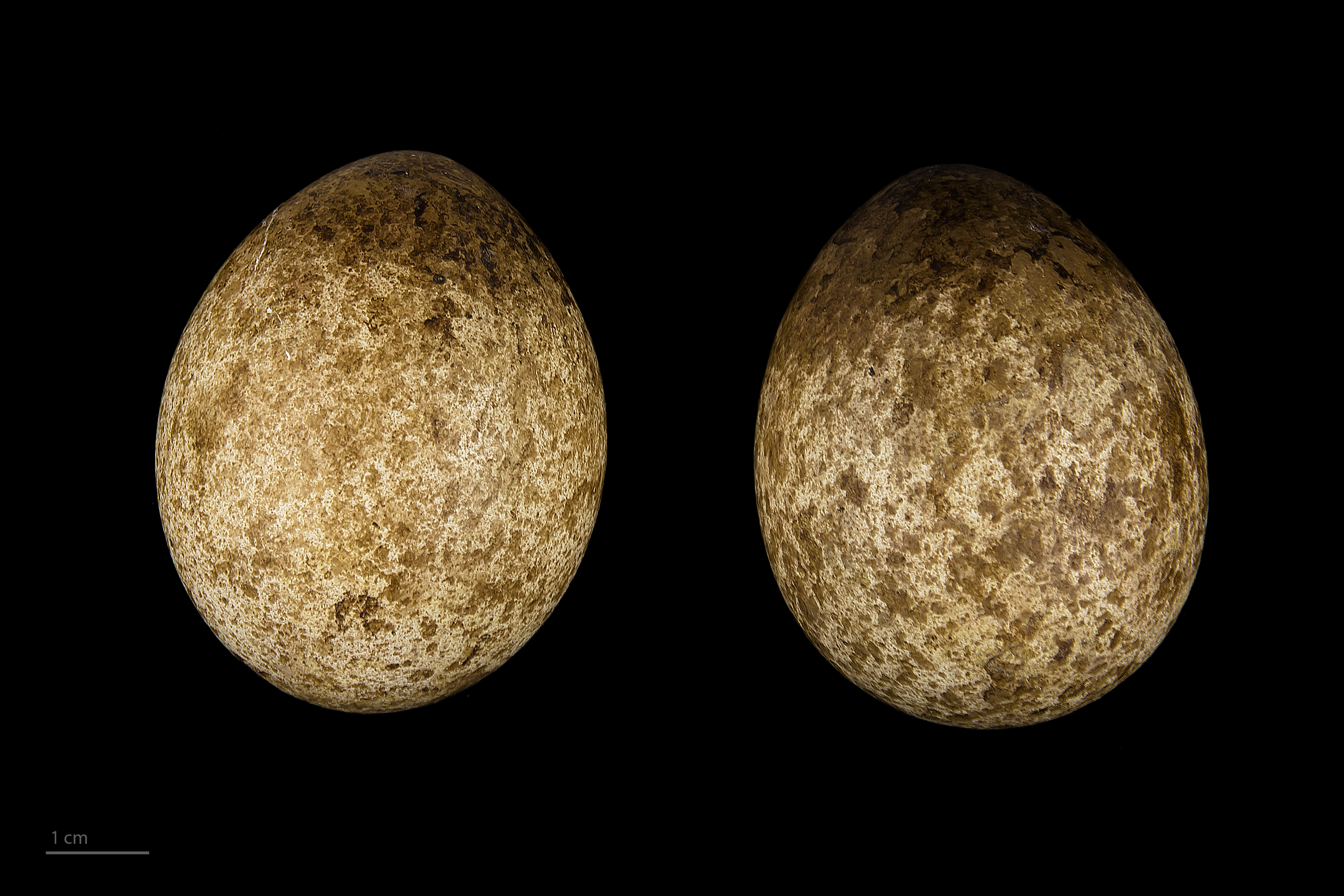
Falco biarmicus erlangeri - MHNT

Le Faucon lanier (Falco biarmicus) est une espèce de rapaces diurnes appartenant à la famille des Falconidae.

## Description

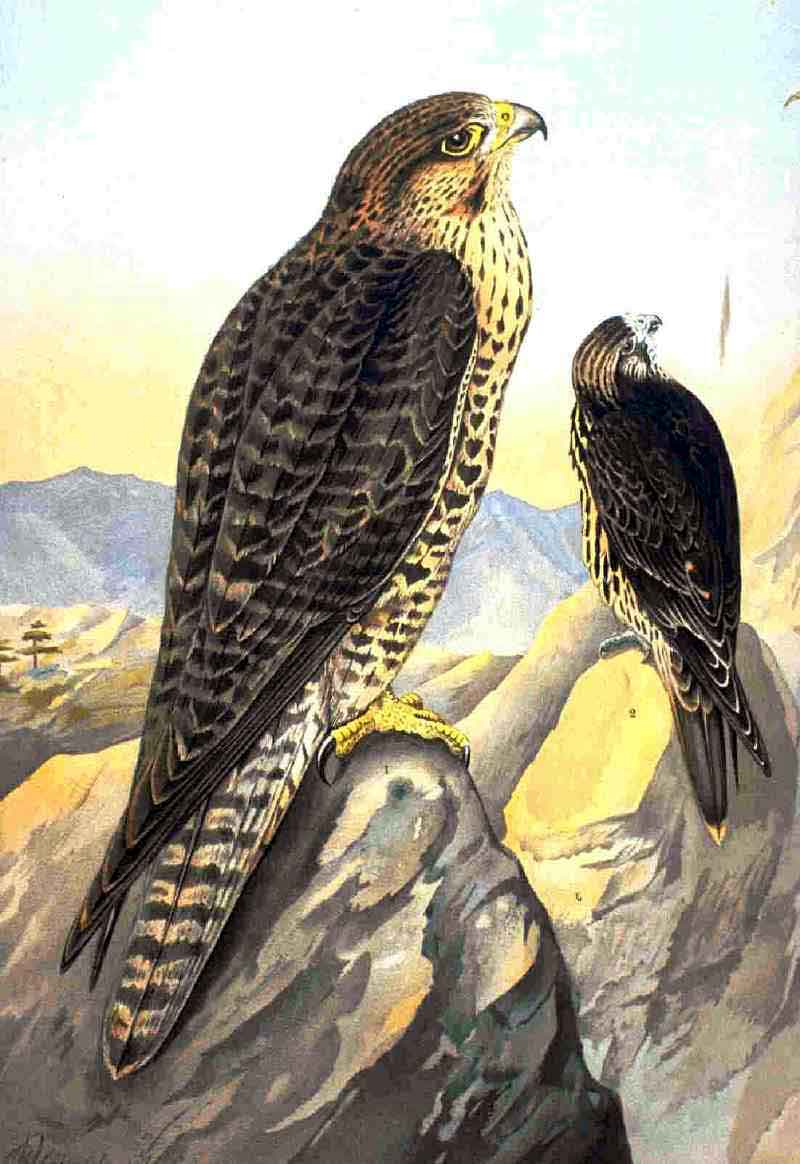

Le Faucon lanier est un rapace diurne, pâle, qui possède un bec court et recourbé. Son ventre est blanc contrairement à son dos qui varie entre brun et gris-ardoise, sa tête est rousse.

## Évolution des effectifs
Depuis les années 1960, le nombre de Faucons laniers a tendance à diminuer et ce pour une raison qui ne nous est pas encore connue. Cependant, les scientifiques pensent que cela vient de l'augmentation des pesticides dans les champs, du pillage des nids et enfin de la chasse.
Le Faucon lanier, étant dans la liste des espèces protégées de l'UE, sa population recommence doucement à augmenter, notamment en Italie où sa population s'est stabilisée.
Le Faucon lanier est une espèce rare qui vaut donc cher et qui est de ce fait très attirante. Cette attirance se ressent entre autres chez les braconniers qui vont piller les nids pour revendre les œufs. 

## Migration
Le Faucon lanier est sédentaire, il ne migre pas d'un pays à l'autre et préfère rester dans son aire habituelle de nidification. Cependant des mouvements migratoires saisonniers entre les montagnes et les plaines ont pu être relevés.

## Habitat
Cette espèce de rapace vit dans un climat méditerranéen et parfois continental. De ce fait, on le retrouve au Nord est au Sud de la Méditerranée, c'est-à-dire dans le nord de l'Afrique ainsi que dans le sud de l'Europe comme en Italie ou en Grèce. 
Il s’abrite dans les parois rocheuses au bord des champs et des prairies.

## Nourriture
Le Faucon lanier chasse des oiseaux de moyenne ou petite taille. Sa technique pour chasser les oiseaux est de les surprendre grâce à sa rapidité et son agilité. Cependant ils doivent se mettre à deux pour chasser les plus gros oiseaux. Ce travail de groupe se fait le plus souvent entre le mâle et la femelle. Cette dernière déloge la proie laissant la capture au mâle. 
Il est aussi possible de voir le Faucon lanier chasser des petits mammifères, des reptiles et des insectes mais seulement dans un rôle d'appoint. 

## Protection
Le Faucon lanier bénéficie d'une protection totale sur le territoire français depuis l'arrêté ministériel du 17 avril 1981 relatif aux oiseaux protégés sur l'ensemble du territoire. Il est inscrit à l'annexe I de la directive Oiseaux de l'Union européenne. Il est donc interdit de le détruire, le mutiler, le capturer ou l'enlever, de le perturber intentionnellement ou de le naturaliser, ainsi que de détruire ou enlever les œufs et les nids et de détruire, altérer ou dégrader leur milieu. Qu'il soit vivant ou mort, il est aussi interdit de le transporter, colporter, de l'utiliser, de le détenir, de le vendre ou de l'acheter.

## Représentations
Dans le Cinquième Jour de la Sepmaine, le poète gascon de la Renaissance Guillaume de Saluste Du Bartas le mentionne :
"Suyvent l'unique oiseau par les célestes voyes,
Avec le Tiercelet, le Lanier, le Vautour"
(v. 664-665)